# Dolcedo

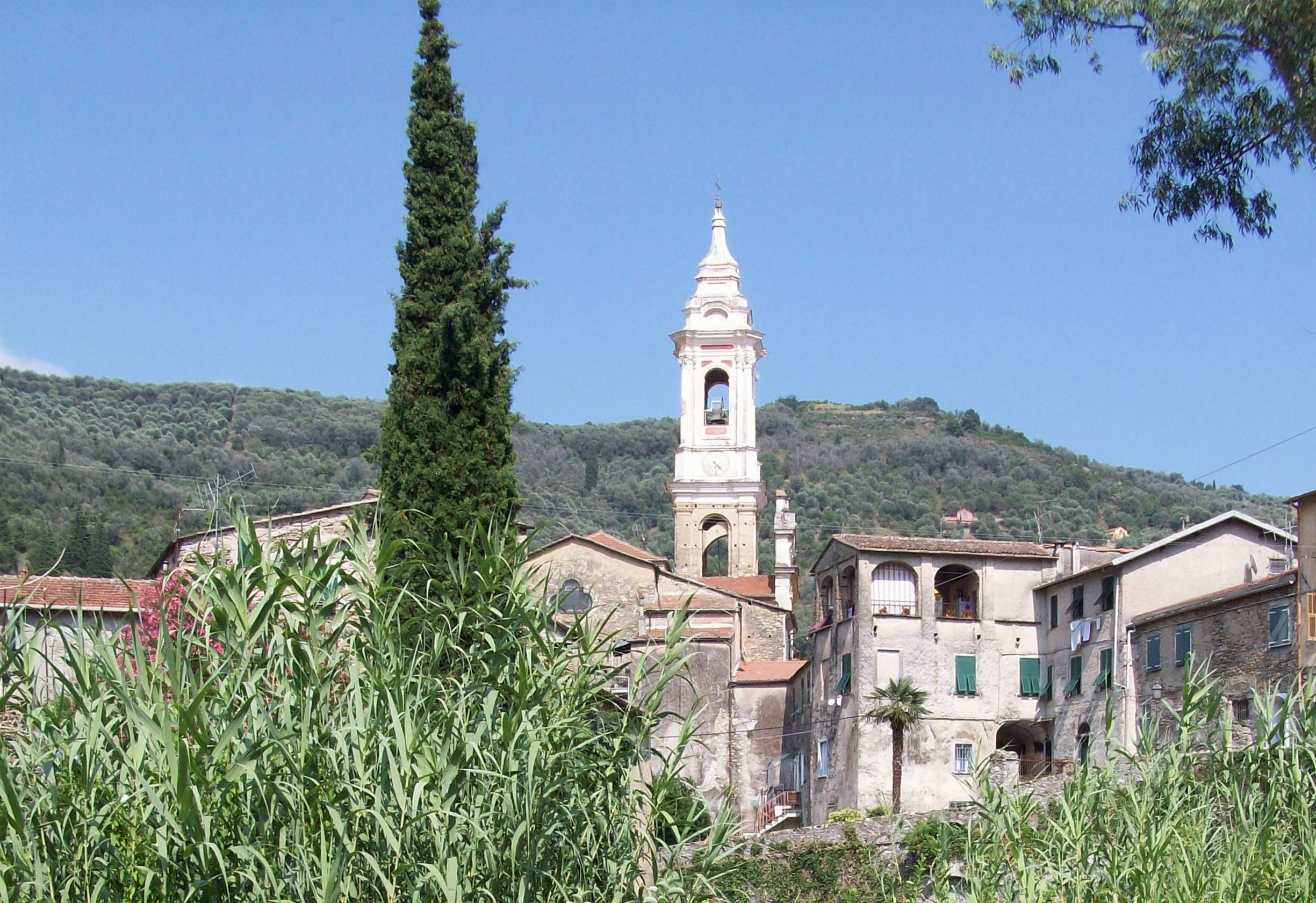
Blick auf Dolcedo, mit seinen Olivenbaum-Wäldern

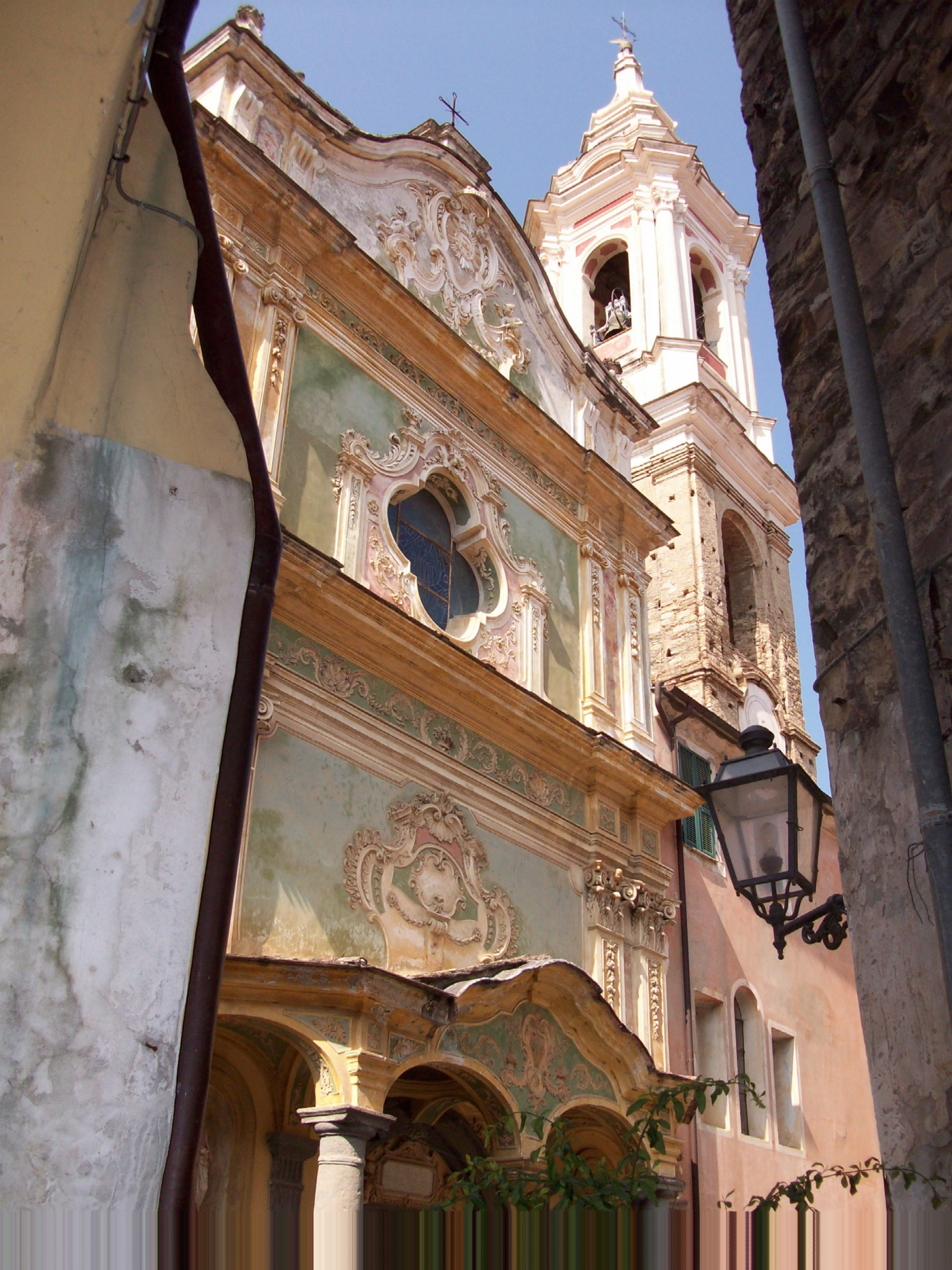
Die malerische Kirche von Dolcedo

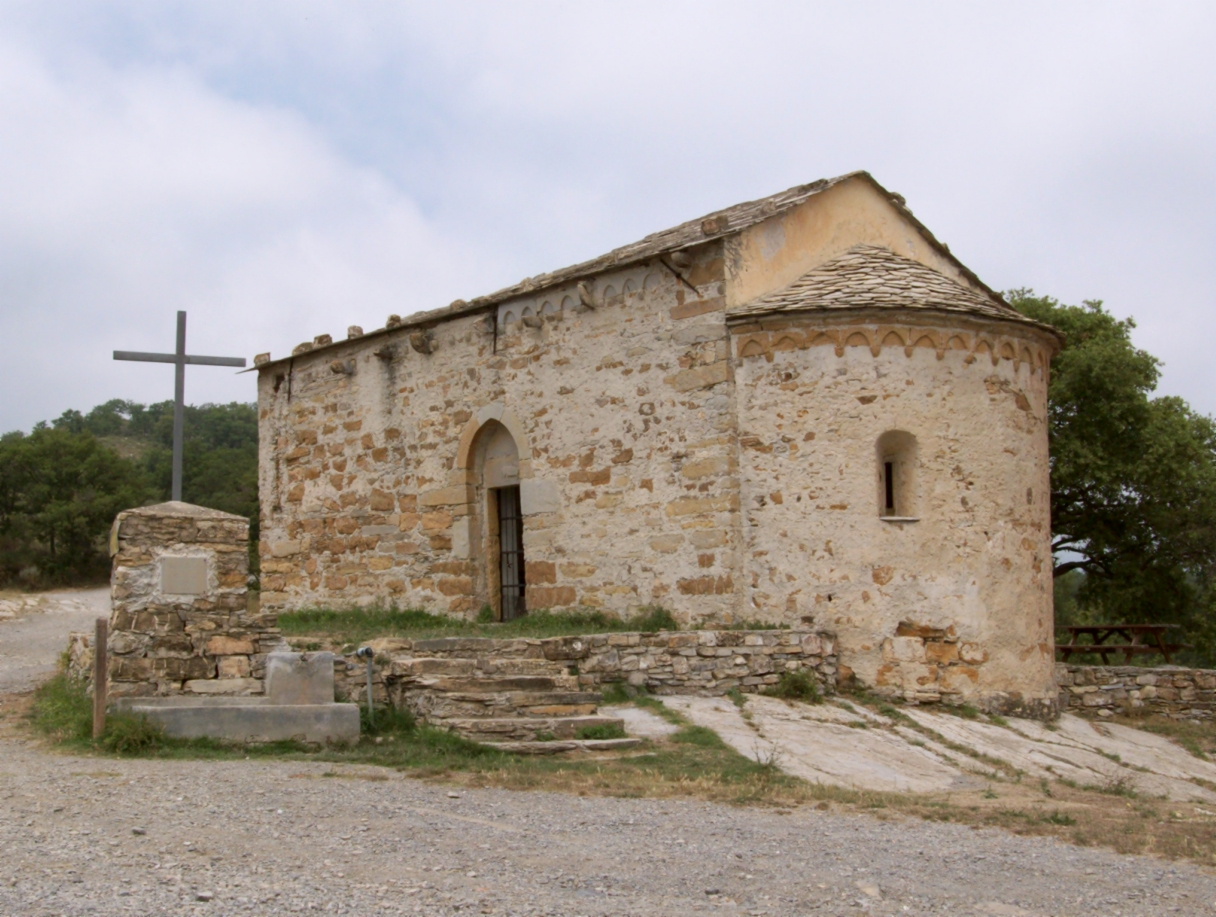
Passkirche Santa Brigida mit Startpunkt des Brückenweges Richtung Rio Merea und Pietrabruna

Dolcedo (im Dialektnamen Duseu, bereits 1218 als Villadolce erwähnt) ist eine Stadt in Italien mit 1267 Einwohnern (Stand 31. Dezember 2023) in der Provinz Imperia. Sie liegt 8 km nördlich von Imperia in Ligurien am Zusammenfluss des Torrente Prino mit dem Rio dei Boschi, einem Knotenpunkt des alten Wegenetzes der Region.

## Geschichte
Dolcedo gehörte ursprünglich den Herren von Ivrea, dann zum Besitz der Markgrafen von Clavesana. Im Jahre 1103 überließ der Bischof von Albenga die Pfarrkirche San Tommaso Benediktinermönchen, die systematisch den Olivenanbau einführten. Im Jahre 1161 kam Dolcedo als Terziere di San Tommaso zur nahegelegenen Hafenstadt Porto Maurizio. Mit dieser geriet es mehr und mehr unter den Einfluss der Republik Genua, die 1228 von den Grundherrn die Rechte auf Dolcedo pachtete. 1238 nahm Dolcedo an einem Aufstand gegen die Genuesen teil, verhielt sich jedoch fortan loyal. 1613 wurde dem Terziere di San Tommaso von Genua administrative Autonomie gewährt und der Comune di Dolcedo eingerichtet.

## Ortsteile
Zu Dolcedo gehören als Ortsteile (frazioni) und Weiler (borghi):
- Bellissimi
- Boeri
- Castellazzo
- Costa Carnara
- Isolalunga
- Lecchiore
- Magliani
- Monte Faudo
- Orenghi
- Ramelli
- Rimbaudi
- Ripalta
- San Martino
- San Paolo
- Santa Brigida
- Trincheri

## Sehenswürdigkeiten
Das pittoreske Stadtbild mit vielen alten Häusern und verwinkelten Gassen (carruggi) wird geprägt von der Piazza, der Kirche und den fünf Brücken, die den Prino und den Rio dei Boschi überspannen. Die älteste Brücke ist der Ponte dei Cavalieri di Malta oder Ponte Gande, welcher laut Bauinschrift 1292 vom Johanniterorden erbaut wurde. Die Piazza auf der westlichen Seite des Prino gibt dem Ortskern Dolcedos den Namen und verweist auf seine Bedeutung als Marktplatz von alters her. Sie wird im Süden begrenzt durch das Oratorium San Lorenzo aus dem 17. Jahrhundert. Am nördlichen Ende der Piazza befindet sich die geräumige Loggia Suttu Munte, die nach der Unabhängigkeit Dolcedos 1650 errichtet wurde und nach der Pfandleihe Monte di Pietà benannt ist, die 1504 bis 1863 bestand. Heute befindet sich das Rathaus (palazzo comunale) im Gebäude oberhalb. In der von Ladenlokalen gesäumten Loggia sind zwei steinerne Hohlmaße ausgestellt (meza barile de vino – halbes Fass Wein, und quarto de olio – ein Viertelfass Öl), die inschriftlich auf 1613 datiert sind und das Genueser Wappen tragen, sowie zwei Längenmaße (canna und cannella), mit denen an Markttagen Stoff abgemessen wurde. Weiterhin ist der Banco della Ragione zu sehen, auf dem man – typisch für Ligurien – zur öffentlichen Beratung Platz nahm. Auf der Rückseite ist ein Durchgang zum Vorhof der Pfarrkirche San Tommaso. Diese im Ursprung spätmittelalterliche Kirche wurde 1738 völlig barock überformt; dabei wurde das Renaissanceportal von 1492 in den barocken Baldachin der Fassade integriert. Auf dem Hof finden im Sommer Klassikkonzerte statt. Die Apsis der Kirche erhebt sich unmittelbar über dem Zusammenfluss von Prino und Rio dei Boschi. Dort sind außen auch die spätmittelalterlichen Grundmauern zu sehen.
Eine regionale Spezialität ist das Ballspiel Pallone Elastico (im Dialekt Balùn), das auch in Dolcedo in einem speziellen Stadion (Sferisterio) regelmäßig ausgeübt wird.
Der weite Talkessel von Dolcedo, seit alters Conca d' Oro genannt, ist völlig mit den Terrassen des Olivenanbaus überzogen. Über den ausgedehnten Olivenhainen ziehen sich Kastanien- und Eichenwälder bis hinauf zu den Almen des Höhenrückens, wo der Monte Faudo mit 1149 Metern die höchste Erhebung darstellt. Es gibt eine Reihe sehenswerter Kapellen, so das Santuario Madonna dell' Acquasanta nahe beim Ortsteil Lecchiore oder die Passkirche Santa Brigida aus dem Jahre 1425 auf der Höhe zwischen Dolcedo und Pietrabruna. Das alte Verkehrsnetz der Maultierstraßen (mulatiere) ist teilweise noch erhalten und zum Wandern ausgewiesen.

## Wirtschaft
Bedeutend für Dolcedo ist das aus den einheimischen Oliven in den einheimischen Ölmühlen gewonnene Olivenöl. Daneben spielt auch der Tourismus eine zunehmende Rolle.
Seit den frühen 1970er Jahren kamen die ersten Ausländer nach Dolcedo, erwarben und renovierten die alten, typisch ligurischen Bruchsteinhäuser in den Ortsteilen Ripalta und Isolalunga und trugen so maßgeblich zum Erhalt der bestehenden, großenteils mittelalterlichen, Bausubstanz bei. Seit den 1950er Jahren waren Dolcedo und seine Ortsteile (frazioni) nach und nach verlassen worden. Dolcedo erlebte seitdem einen Tourismus-Boom, der sich zunächst auf die Ferienhäuser in alter Substanz beschränkte. Ab Mitte der 1990er Jahre waren Häuser in Dolcedo so gefragt, dass auch viele neue Häuser gebaut wurden. In der Folge des Tourismus wurden auch der Bau- und Dienstleistungssektor zu einem relevanten Wirtschaftsfaktor. Auch das Wiedererstarken von Anbau und Weiterverarbeitung der Taggiasca-Olive ist Folge der großen Popularität des Ortes bei Deutschen, Briten und Skandinaviern.
Seit 2008 schwelt ein Konflikt mit der örtlichen Staatsanwaltschaft. Über 80 Grundstücke inklusive Bebauung wurden trotz Vorliegens aller nach italienischem Recht erforderlichen und von allen zuständigen Behörden abgezeichneten Rechtsdokumente wegen angeblich illegaler Aufteilung von Agrarflächen beschlagnahmt. Die Betroffenen haben Rechtsmittel eingelegt, konnten aber eine De-facto-Enteignung nicht verhindern. Dauer und Ausgang des Verfahrens sind völlig offen. Dolcedo und die gesamte Conca d' Oro wurden allerdings Anfang der 1980er Jahre zum „Centro storico“ erklärt, in dem ein grundsätzliches Bauverbot gilt. Das Bauverbot konnte zur Errichtung von landwirtschaftlichen Gebäuden umgangen werden, wenn man im Außenbereich eine landwirtschaftliche Mindestfläche nachweisen konnte. Diese Lücke wurde von den Bauherren genutzt, um doch im Bereich des „Centro storico“ zu bauen. Gebaut wurden allerdings Ferienhäuser und oft auf zu kleiner Fläche.

## Persönlichkeiten
- Mariangela Giordano (1937–2011), Schauspielerin
- Giuseppe Perletto (* 1948), Radrennfahrer